# Tashiro-jima
Tashiro-jima (田代島) est une petite île dépendant de la municipalité d'Ishinomaki dans la préfecture de Miyagi au Japon. Elle se trouve dans l'océan Pacifique au large de la péninsule d'Oshika, à l'ouest d'Ajishima.
Les deux villages de l'île sont classés comme villages terminaux (限界集落, genkai-shuuraku). En raison de la forte population vieillissante, les villages sont menacés de disparaître dans les prochaines années, la population passant de 1 000 habitants dans les années 1950 à quelques dizaines en 2019. Plus de 80 % de la population a plus de 65 ans. Il ne reste que quelques pêcheurs et quelques hôteliers.

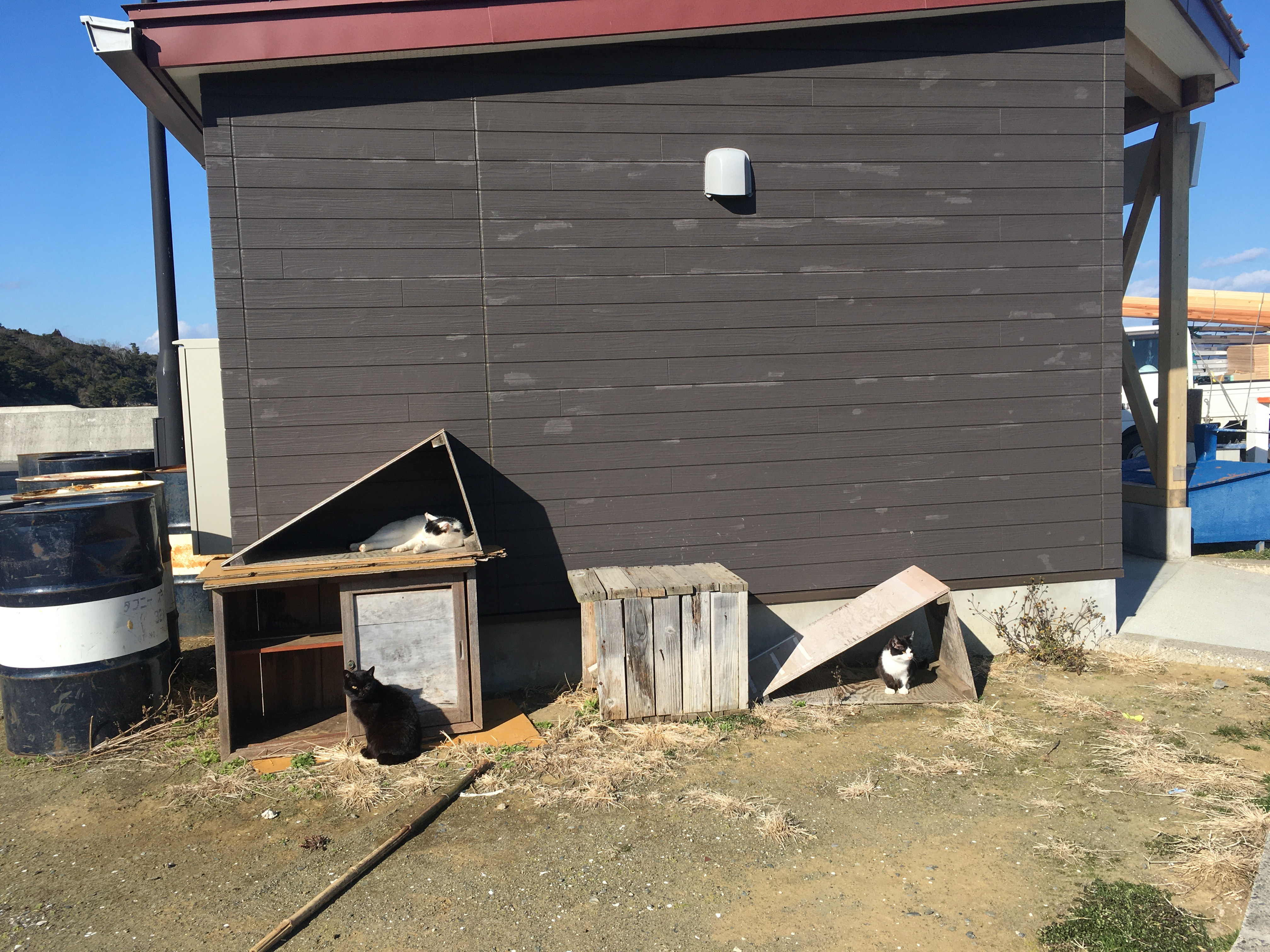
Plusieurs chats dans leurs abris.

Tashiro-jima est surnommée « l’île aux chats » à cause de sa population d’environ 150 chats et chatons pour une population de 70 personnes au début des années 2010, environ 35 en 2019. 
La croyance de la population locale défend que les chats sont source de richesse et de bonne fortune. 

## Référence
1. ↑  « Japon : l'archipel où les chats sont rois », sur France Info, 22 août 2019 (consulté le 22 août 2019).
2. ↑  Antoine Boyet, « Tashirojima : une densité de minous hors-norme », sur Le Journal International, 6 novembre 2013 (consulté le 30 octobre 2020).